# Konstanty Dinos
Konstanty Nikos Dinos (ur. 12 listopada 1965 w Poznaniu) – polski klawiszowiec i muzyk sesyjny pochodzenia greckiego. W 1985 ukończył roku VI Liceum Ogólnokształcące im. Ignacego Jana Paderewskiego w Poznaniu i w 1992 roku Akademię Muzyczną im. Ignacego Jana Paderewskiego w Poznaniu. W latach 1986–1987 był członkiem grupy Papa Dance.
Założyciel, wokalista, autor i kompozytor zespołu Milord. 
W 1989 r. wystąpił na festiwalu w Opolu z grupą Milord i piosenką "Złoty strzał". 
Wziął udział w nagraniu płyty Michała Bajora pt."'95".

## Dyskografia
Michał Bajor
- '95 (1995)